# Oihane Zabaleta Mujika
Oihane Zabaleta Mujika   (Zumarraga, 8 de juny de 1979) és una política basca que va ser alcaldessa d'Urretxu.

## Trajectòria
Va néixer al barri d'Eitza de Zumarraga. Es va llicenciar en Humanitats i Ciències Empresarials a la Universitat de Mondragón. Abans de ser alcaldessa, va treballar al viver d'empreses d'Arrasate i després va cofundar la cooperativa EMUN com a assessora lingüística i dinamitzadora.
A les eleccions a les Juntes Generals del País Basc de 2011 va ser elegida alcaldessa d'Urretxu, amb 32 anys, convertint-se en la primera alcaldessa d'aquesta ciutat. El mateix any es va convertir en la presidenta de la mancomunitat de l'Alt Urola. D'ençà de l'any 2021 és la directora de Serveis Socials del municipi d'Hernani.